# لقلقي أجرد
لقلقي أجرد (الاسم العلمي: Pelargonium glabrum) هو نوع من النباتات يتبع جنس اللقلقي من الفصيلة الغرنوقية.